# Stetholiodes chinensis
Stetholiodes chinensis es una especie de escarabajo del género Stetholiodes, familia Leiodidae. Fue descrita por Angelini y Švec en 1994. Se encuentra en la República Popular China, en Gansu.